# Tipula (Lunatipula) charybdis
Tipula (Lunatipula) charybdis is een tweevleugelige uit de familie langpootmuggen (Tipulidae). De soort komt voor in het Palearctisch gebied.